# Jorge Carlos Fonseca
Jorge Carlos de Almeida Fonseca (født 20. oktober 1950) er en kapverdisk jurist og politiker for højrepartiet Movimento para a Democracia (MpD). Han var præsident i Kap Verde fra 9. september 2011 til 9. november 2021.
Fonseca er uddannet jurist. Han har arbejdet som advokat, været chef for immigrationsetaten og departementsråd i udenrigsdepartementet, samt været tilknyttet universiteter i Lissabon og Macao. I Kap Verde ledede han Instituto Superior de Ciências Jurídicas e Sociais, hvor han også er professor.
Fonseca var blandt grundlæggerne af partiet Movimento para a Democracia. Fra 1991 til 1993 var han udenrigsminister. Han forsøgte at vinde præsidentvalget i 2001, uden at vinde tilstrækkelig støtte blandt vælgerne. I præsidentvalget i 2011 sikrede han sig 54,2 % af stemmerne. Han blev dermed Kap Verdes fjerde præsident. Fonseca regerede med et parlament hvor det rivaliserende parti Partido Africano da Independência de Cabo Verde (PAICV) havde flertal.